# Alois Ecker
Alois Ecker (* 29. September 1955 in Taufkirchen an der Trattnach) ist ein österreichischer Historiker.

## Leben
Ecker studierte Geschichte und Sozialkunde sowie Französisch (Lehramt) an der Universität Wien. Ab 1994 war er dort als Universitätsassistent tätig. Nach dem Doktorat (Geschichte und Philosophie) „Übertragung und Gegenübertragung beim offenen Erinnerungsinterview. Methodische und erkenntnistheoretische Probleme der Oral History-Forschung“ (1997) und der Habilitation über „Prozessorientierte Geschichtsdidaktik“ venia docendi für Sozialgeschichte und Geschichtsdidaktik (2001), leitete er den Schwerpunkt Fachdidaktik für Geschichte, Sozialkunde und Politische Bildung an der Historisch-Kulturwissenschaftlichen Fakultät der Universität Wien. Dort lehrte er von 2001 bis 2017 als außerordentlicher Professor bzw. Universitätsprofessor für Geschichtsdidaktik. Anschließend wurde er Professor für Didaktik der Geschichte, Sozialkunde und Politische Bildung an der Universität Graz.
Seine Forschungsschwerpunkte sind Theorie und Methodik der Geschichtsdidaktik, Theorie und Methodik der Fachdidaktiken: Planung, Beobachtung und Analyse von universitärer Lehre und von schulischem Unterricht, vergleichende Bildungsforschung, insbesondere über die Aus- und Weiterbildung von Lehrern in den historischen, sozialwissenschaftlichen und politisch bildenden Fächern in EuropaoKulturgeschichte (Politische Festkultur), Sozialgeschichte (Familie, Bildungsinstitutionen), historische Sozialpsychologie (Erinnerung, kollektives Gedächtnis, Geschichtsbewusstsein, Geschichtskultur).

## Schriften (Auswahl)
- mit Michael Zahradnik: Familie und Schule. Sozialgeschichtliche Aspekte. Wien 1986, ISBN 3-215-06256-9.
- Sozialhistorische Texte zur Frauenarbeit. Kommentierter Quellenband mit didaktischen Anleitungen. Wien 1995, OCLC 40986221.
- mit Klaus Edel, Bettina Paireder und Hanna-Maria Suschnig (Hg.): Der Einmarsch der Warschauer Pakt-Truppen 1968 in Prag. Wien 2015, ISBN 978-3-902783-07-3.
- mit Bettina Paireder, Judith Breitfuß, Isabella Schild und Thomas Hellmuth (Hg.):  Historisches Lernen im Museum. Frankfurt am Main 2018, ISBN 3-7344-0554-8.